# بيغ ديك دودلي
بيغ ديك دودلي (بالإنجليزية: Big Dick Dudley)‏ هو مصارع محترف أمريكي، ولد في 12 يناير 1968 في سوفولك في المملكة المتحدة، وتوفي في 16 مايو 2002 في كوبيغ في الولايات المتحدة بسبب قصور كلوي.

## وصلات خارجية
- بيغ ديك دودلي على موقع CageMatch worker (الإنجليزية)
- بيغ ديك دودلي على موقع قاعدة بيانات المصارعة على الإنترنت (الإنجليزية)

- بيغ ديك دودلي على موقع IMDb (الإنجليزية)